# Anglure-sous-Dun
Anglure-sous-Dun là một xã ở tỉnh Saône-et-Loire trong vùng Bourgogne-Franche-Comté miền trung Pháp.

## Thông tin nhân khẩu
Theo điều tra dân số năm 1999, xã này có dân số 148.
Con số ước tính năm 2006 là 164 người.